# Meerwasserläufer

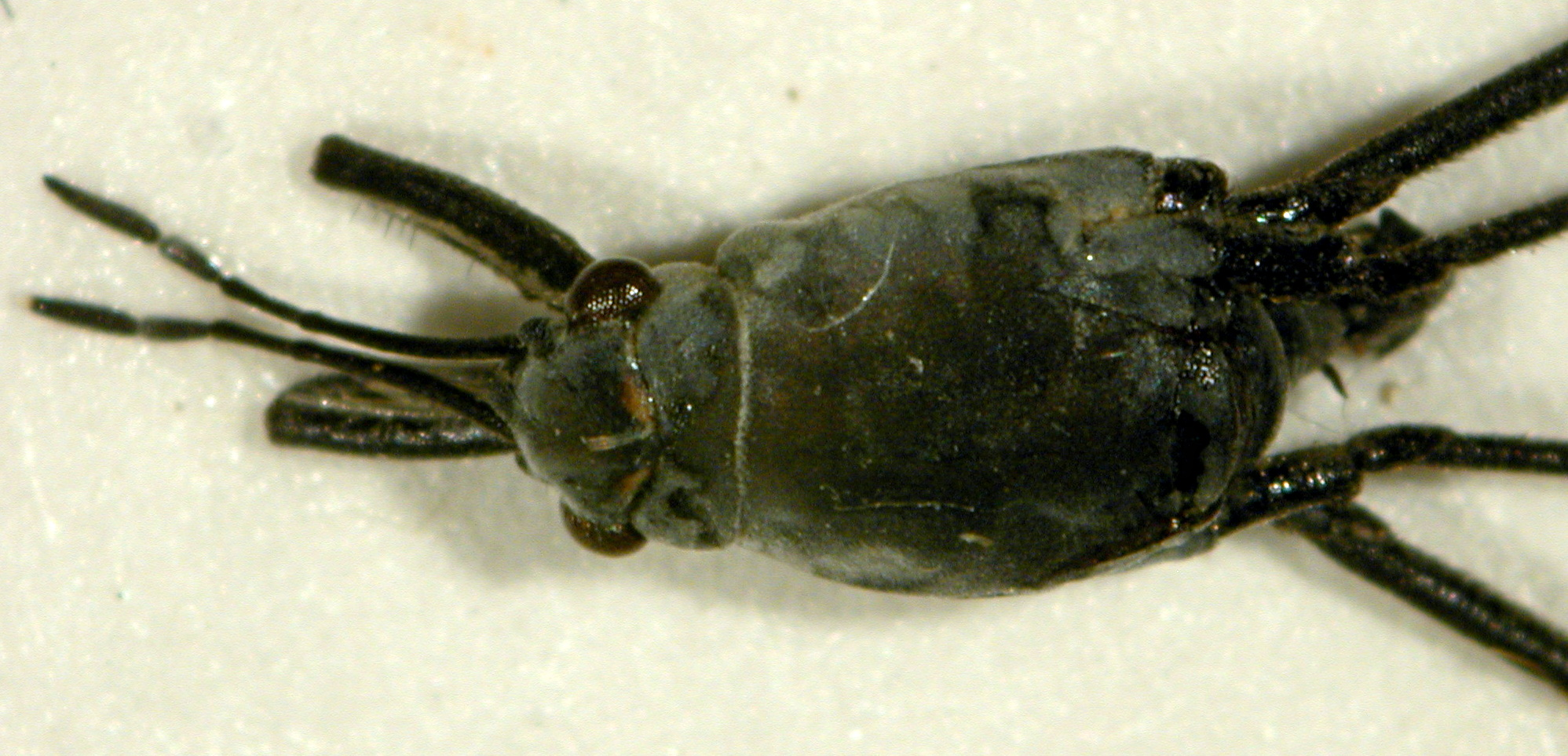
Halobates micans

Die Meerwasserläufer (Halobates) sind eine Gattung in der Unterordnung der Wanzen (Heteroptera). Die Gattung umfasst 46 Arten, die alle im Meer auf der Wasseroberfläche leben, die meisten in Küstennähe. Fünf Arten (Halobates germanus, H. micans, H. sericeus, H. sobrinus, H. splendens) besiedeln stattdessen das offene Meer (Pelagial). Die Meerwasserläufer sind damit die einzige bekannte Gattung der Insekten mit Arten, die das offene Meer besiedeln.

## Verbreitung und Lebensraum
Die Mehrheit der 45 bekannten Arten sind in den tropischen Regionen, in Äquatornähe und des westlichen Indopazifik zwischen dem 30. nördlichen und 30. südlichen Breitengrad verbreitet. Halobates robustus lebt endemisch im Bereich der Galapagosinseln. Die ozeanischen Arten H. sobrinus, H. splendens und H. micans haben die weiteste Verbreitung und besiedeln neben dem oben genannten Gebiet auch den Atlantischen Ozean, die Karibische See und den östlichen Pazifischen Ozean. Fünf Arten leben auf der freien Meeresoberfläche, die weiteren in geschützten Gewässern in Küstennähe.
Sowohl die erwachsenen Tiere als auch ihre Larven verbringen ihre gesamte Lebenszeit auf der Wasseroberfläche. Die Verbreitung der küstenbewohnenden Wanzen ist mit dem Vorkommen riffbildender Steinkorallen und Mangroven verknüpft. Eine entscheidende Bedeutung hat die Wassertemperatur. Die fünf ozeanischen Arten bevorzugen Temperaturen der Wasseroberflächen zwischen 24 °C und 28 °C.

## Lebensweise

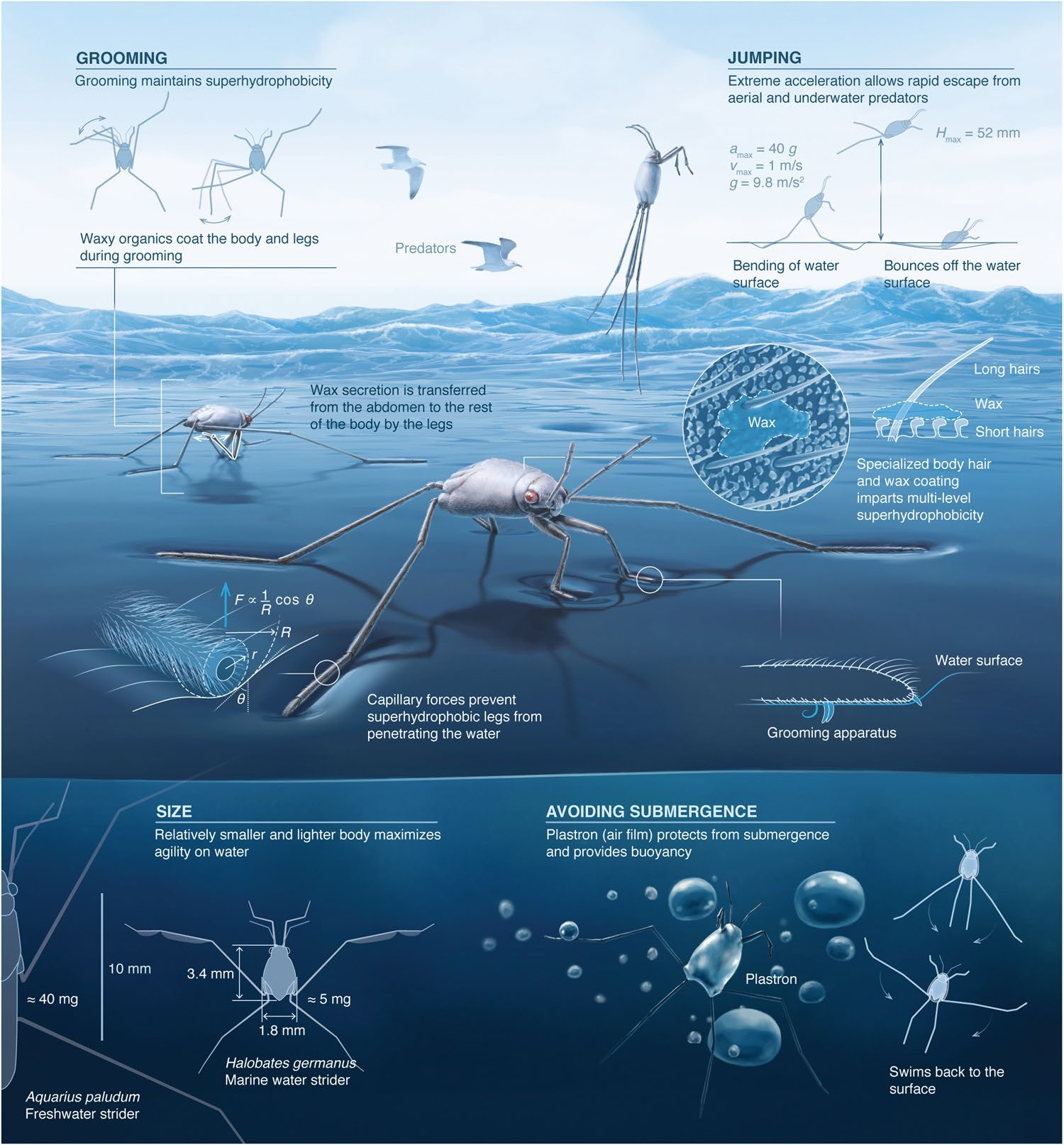
Lebensweise und Anpassungen von Halobates germanus

Meerwasserläufer nutzen die Oberflächenspannung des Wassers aus, die es ihnen ermöglicht, über die Wasseroberfläche zu gleiten. Sie besiedeln die offene Meeresoberfläche, meist in Küstennähe. Bei der auf Hochsee lebenden Art Halobates germanus ist der Körper extrem hydrophob. Die Tiere haben ein Putzverhalten, mit dem sie Wachs auf der Cuticula verteilen. Sie können bei Bedarf springen und haben extrem kurze Reaktionszeit, um vor Räubern zu fliehen. Unter Wasser können sie mit einem Luftfilm am Körper, Plastron, atmen.
Wie alle Vertreter der Wasserläufer im weiteren Sinne (Gerromorpha) leben die Meerwasserläufer ausschließlich räuberisch. Es ist wenig über die Art der Beute bekannt. Es wurde beobachtet, dass die Tiere an Zooplankton, toten Quallen, Fischeiern und Fischlarven saugen.

## Fortpflanzung und Entwicklung
Die Tiere nutzen im Wasser treibende Vogelfedern, Treibholz, Kunststoffmüll, Muschelschalen und Ähnliches, um darauf ihre Eier zu legen. Einige Arten tauchen sogar hinab, um knapp unter der Wasseroberfläche ihre Eier mittels einer gallertartigen Substanz an verschiedene Substrate anzukleben. Die Eier sind oval und messen etwa 0,8 Millimeter bis 1,3 Millimeter. Sie sind im Vergleich zur Körpergröße der Weibchen mit etwa 5 Millimetern sehr groß. Zu Beginn der Entwicklung ist der Inhalt der Eier gelb bis orangefarben. Später, wenn der Embryo sichtbar wird, wechselt die Farbe zu einem grellen Orange und die Augen erscheinen als rote Punkte. Ein Weibchen legt in einer Ablageperiode bis zu 10.000 befruchtete Eier. Die hemimetabolen Wanzen durchlaufen fünf Larvenstadien.

## Belege

### Hauptquelle
- Nils Møller Andersen: Halobates - Oceanic Insects. Zoologisches Museum Kopenhagen (englisch).